# Paride Romagnoli
Paride Romagnoli (ur. 20 marca 1909 w Giubiasco, ob. Bellinzona, zm. 10 sierpnia 1992 w Genui) – włoski zapaśnik walczący w stylu wolnym. Olimpijczyk z Berlina 1936, gdzie zajął siódme miejsce w wadze lekkiej.

## Letnie Igrzyska Olimpijskie 1936
| Konkurencja      | Rundy eliminacyjne   | Rundy eliminacyjne    | Rundy eliminacyjne     | Rundy eliminacyjne    | Klas. końcowa |
| Konkurencja      | Przeciwnik I         | Przeciwnik II         | Przeciwnik III         | Przeciwnik IV         | Miejsce       |
| ---------------- | -------------------- | --------------------- | ---------------------- | --------------------- | ------------- |
| 66 kg styl wolny | Dick Garrard (AUS) Z | Jean Lalemand (BEL) P | Károly Kárpáti (HUN) Z | Wolfgang Ehrl (GER) P | 7.            |